# Aa (arquiteto)
Aa, ou possivelmente AaAa (ˁȝˁȝ), foi um arquiteto e supervisor de construção do Egito Antigo. Ele viveu nos tempos do Império Médio (entre 2080 a.C. e 1640 a.C.). 